# رقم 5 الفلم (فلم)
رقم 5، الفيلم (2004)، فيلم قصير دعائي لصالح شانيل، طوله 180 ثانية أخرجه باز لورمان، وتمثيل نيكول كيدمان ورودريغو سانتورو. رصدت له موازنة بمقدار 42 مليون دولار أمريكي، مولته بالكامل شانيل. الفيلم الذي كان مقرر أن يعرض في قنوات التلفزة فقط كإعلان. عرض في عدد من دور السينما بأمريكا الشمالية، أثناء موسم أعياد الميلاد، ثم اختصر لـ90 ثانية حتي يمكن عرضه في التلفزيونات.

## الفيلم وزمن
كان الفيلم بطول 360 ثانية، قبل أن يختصر لـ180 ثانية، ثم 90 ثانية للإعلان.

## موسيقى
الموسيقي الرئيسة للفيلم المسماة "Clair de Lune" أو «ضوء القمر»، تأليف كلود ديبوسي.